# Inesu Emiko Takeoka
Inesu Emiko Takeoka (født 1. maj 1971) er en tidligere japansk fodboldspiller. Hun har tidligere spillet for Japans kvindefodboldlandshold.

## Japans fodboldlandshold
| Japans landshold | Japans landshold | Japans landshold |
| År               | Kmp              | Mål              |
| ---------------- | ---------------- | ---------------- |
| 1994             | 1                | 0                |
| 1995             | 2                | 3                |
| Total            | 3                | 3                |